# Becsó Károly
Becsó Károly Csaba (Pásztó, 1973. október 29. –) magyar jogász, politológus, politikus, országgyűlési képviselő (2018–2022, Fidesz – Magyar Polgári Szövetség).

## Családja
Becsó Károly Csaba testvére Becsó Zsolt.

## Életrajz

### Tanulmányai
2001-ben a Debreceni Egyetem Bölcsészettudományi Karán politológus szakon végzett, majd 2005-ben a Debreceni Egyetem Állam- és Jogtudományi Karán jogász szakon végzett.
Német nyelven társalgási szinten tud.

### Politikai pályafutása
2002-ben, 2006-ban, 2010-ben és 2014-ben Pásztó önkormányzati képviselőjének lett megválasztva.
2018. május 8. óta a Fidesz – Magyar Polgári Szövetség országgyűlési képviselője. 2018. május 8. óta az Igazságügyi bizottság tagja. 2018. június 11. óta Az Igazságügyi bizottság feladatkörébe tartozó törvények végrehajtását, társadalmi és gazdasági hatását, valamint a deregulációs folyamatokat figyelemmel kísérő albizottság tagja. 2018. október 15. óta a Mentelmi bizottság tagja.